# Kaszewy-Spójnia
Kaszewy-Spójnia – osada w Polsce położona w województwie łódzkim, w powiecie kutnowskim, w gminie Krzyżanów.
W latach 1975–1998 miejscowość administracyjnie należała do województwa płockiego.
Zobacz też: Kaszewy Dworne, Kaszewy Kościelne, Kaszewy Tarnowskie, Kaszewy-Kolonia